# Peptococcaceae
Peptococcaceae (czyt. peptokokkacee) - jest to rodzina bakterii zaliczanych do ziarniaków. 

## Cechy charakterystyczne
Bakterie należące do tej rodziny są Gram dodatnie, nieprzetrwalnikujące oraz nie posiadają rzęsek. Hodować je należy na podłożach zapewniających warunki beztlenowe.

## Systematyka
Do rodziny należą następujące rodzaje:
- Carboxydothermus
- Cryptanaerobacter
- Dehalobacter
- Desulfitobacterium
- Desulfonispora
- Desulfosporosinus
- Desulfotomaculum
- Pelotomaculum
- Peptococcus
- Syntrophobotulus
- Thermincola
- Thermoterrabacterium